# Gödrösnyakú cincér
A gödrösnyakú cincér (Arhopalus rusticus) a cincérfélék családjába tartozó, Eurázsiában, Észak-Afrikában és Észak-Amerikában honos, fenyőfákon élő bogárfaj. 

## Megjelenése
A gödrösnyakú cincér hímjének testhossza 10-25 mm, a nőstény 14-29 mm-es. Alakja viszonylag erőteljes, az előtor felülről nézve nagyjából kör alakú, a szárnyfedők oldalvonalai párhuzamosak. Egész teste világos- vagy sötétbarna, felszínét nagyon finom, lesimuló szőrök fedik. Az előtor és a fej nagyon sűrűn, ráncolva pontozott, hosszanti középvonala gyengén bemélyedő, kétoldalt egy-egy hajlott, hosszanti bemélyedéssel. A szárnyfedőkön két-két hosszanti, jól látható borda található; erőteljesen pontozott és a pontok közeiben sűrűn szemcsézett. Szemeit hosszú, felálló szőrök fedik. A hátulsó lábfej harmadik íze majdnem a tövéig kikanyarított. 

### Hasonló fajok
Nagyon hasonlít hozzá közeli rokona, a jóval ritkább sötét fenyőcincér; lárvájuk sokszor egy fatörzsben fejlődik.

## Elterjedése és életmódja
Eurázsiában (az Ibériai-félszigettől egészen Japánig), Észak-Afrikában és Észak-Amerikában honos. Magyarországon a hegy- és dombvidékek őshonos és telepített fenyveseiben gyakori. 
Lárvája különféle fenyőfélék (főleg erdei- és feketefenyő, ritkábban luc, jegenyefenyő, vörösfenyő is) elhalt törzsében, tuskóiban, földön heverő, korhadó törzsekben fejlődik. A kitermelt faanyagban is megtelepszik és rontja annak minőségét. A lárva eleinte a kéreg alatt él, majd ahogy fejlődik, egyre beljebb rág. Életciklusa 2-3 évig tart. A fa hossztengelyével párhuzamos bábkamrája két végét durva, szálas rágcsálékkal zárja le. A lárva előre elkészíti a kirajzáshoz az ovális röpnyílást. Az imágó május végétől szeptemberig rajzik. Alkonyatkor és éjjel aktív, nappal a kidőlt fatörzsek alján, farakásokban, kéregrepedésekben tartózkodik. A mesterséges fény vonzza.

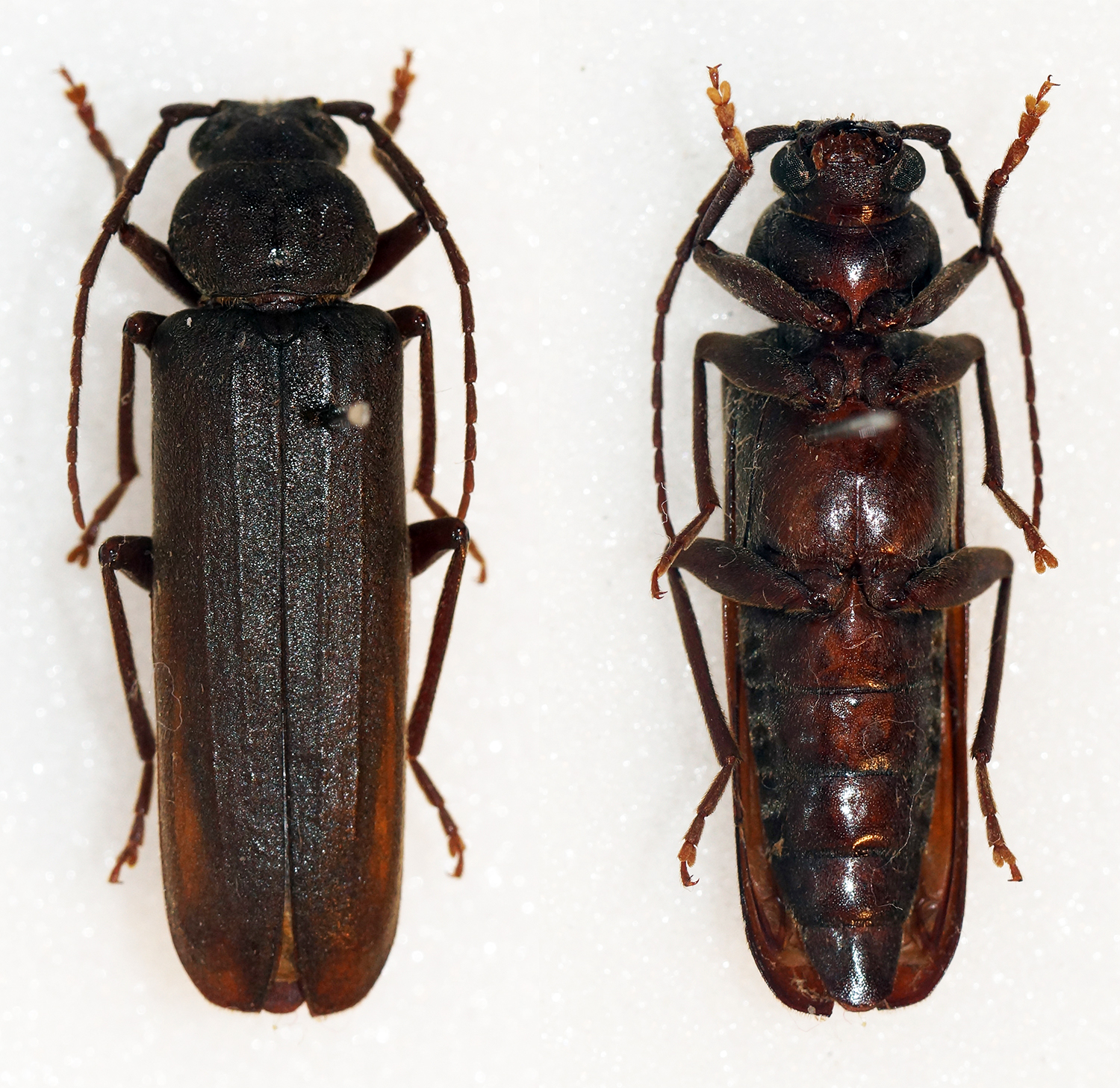
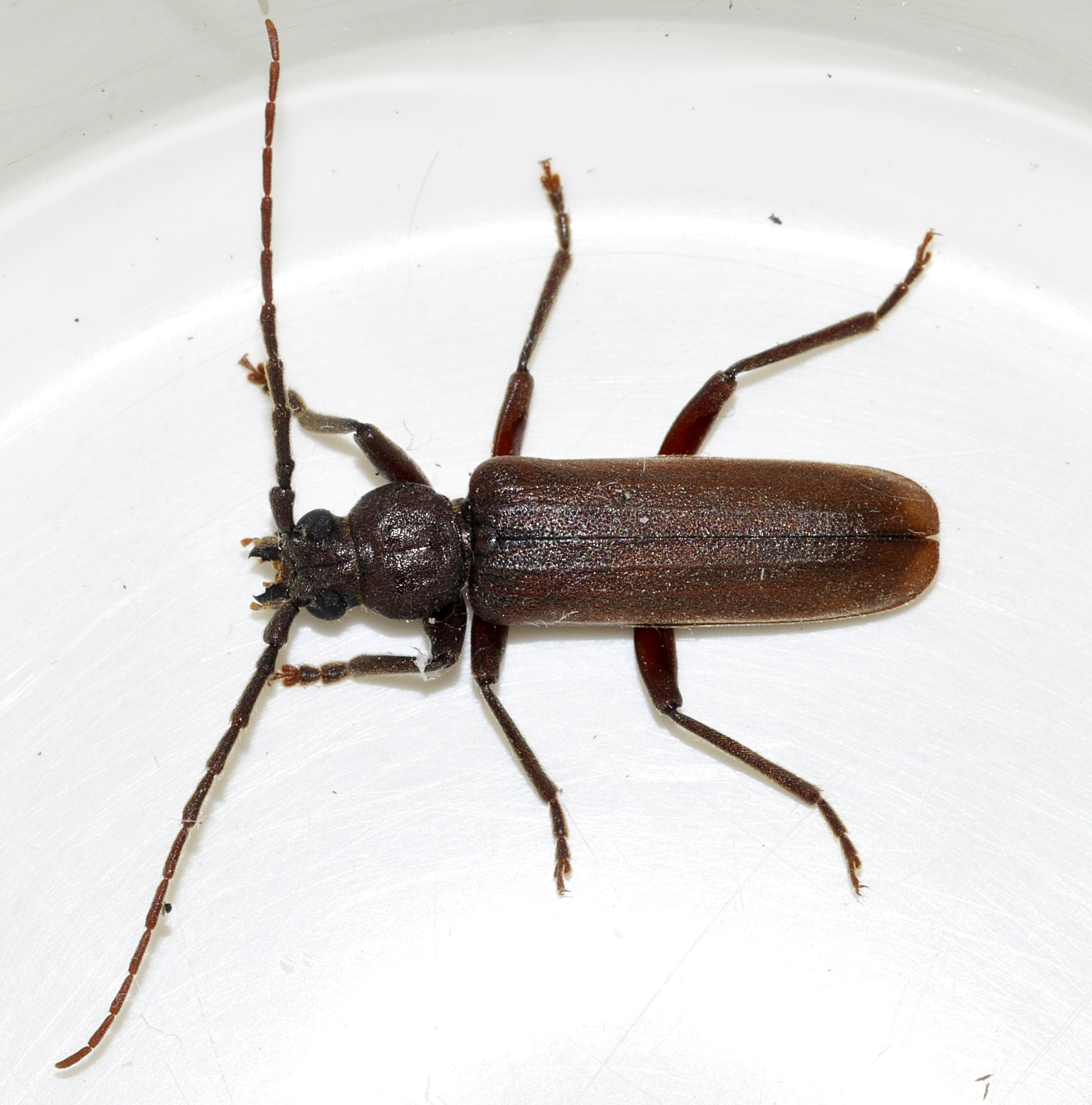
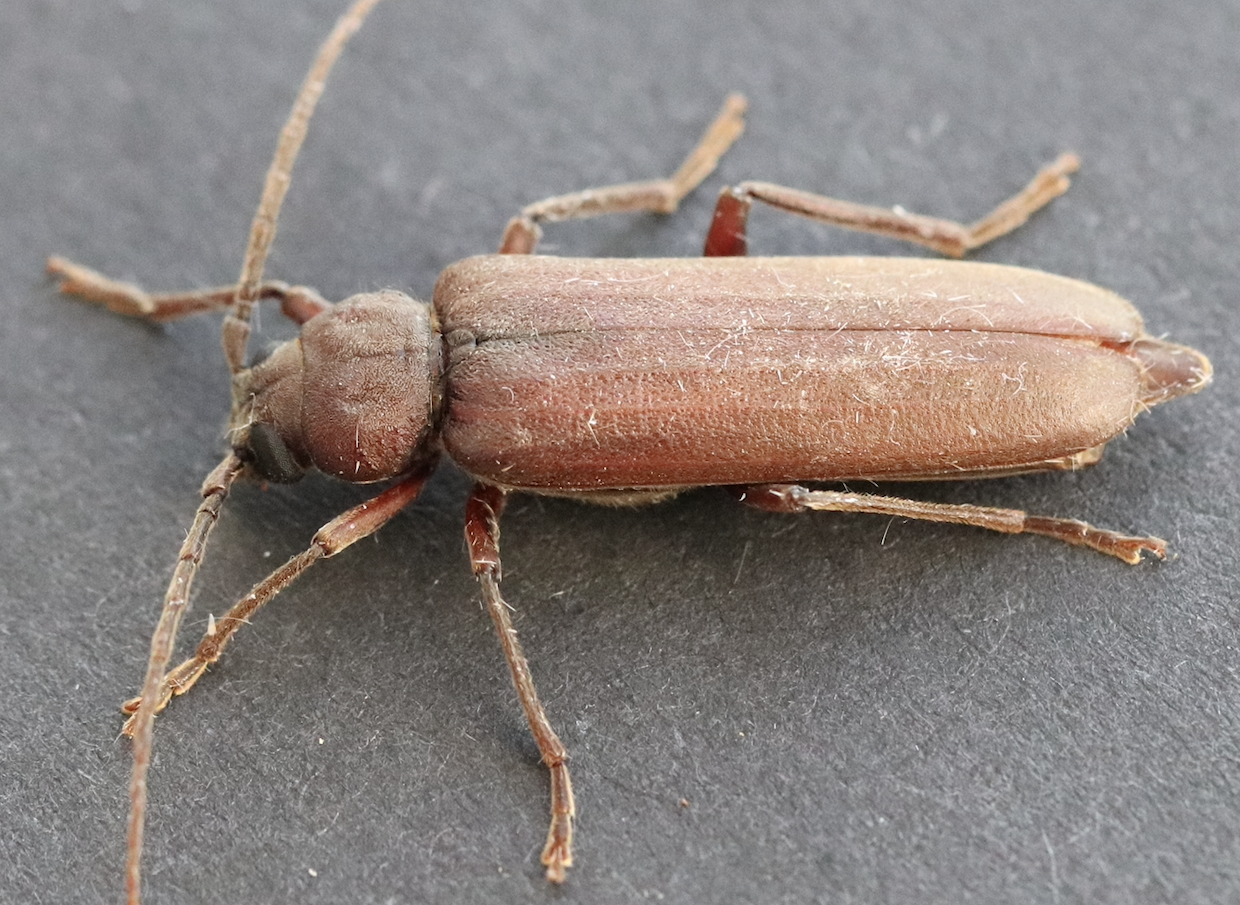
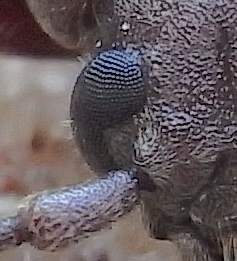
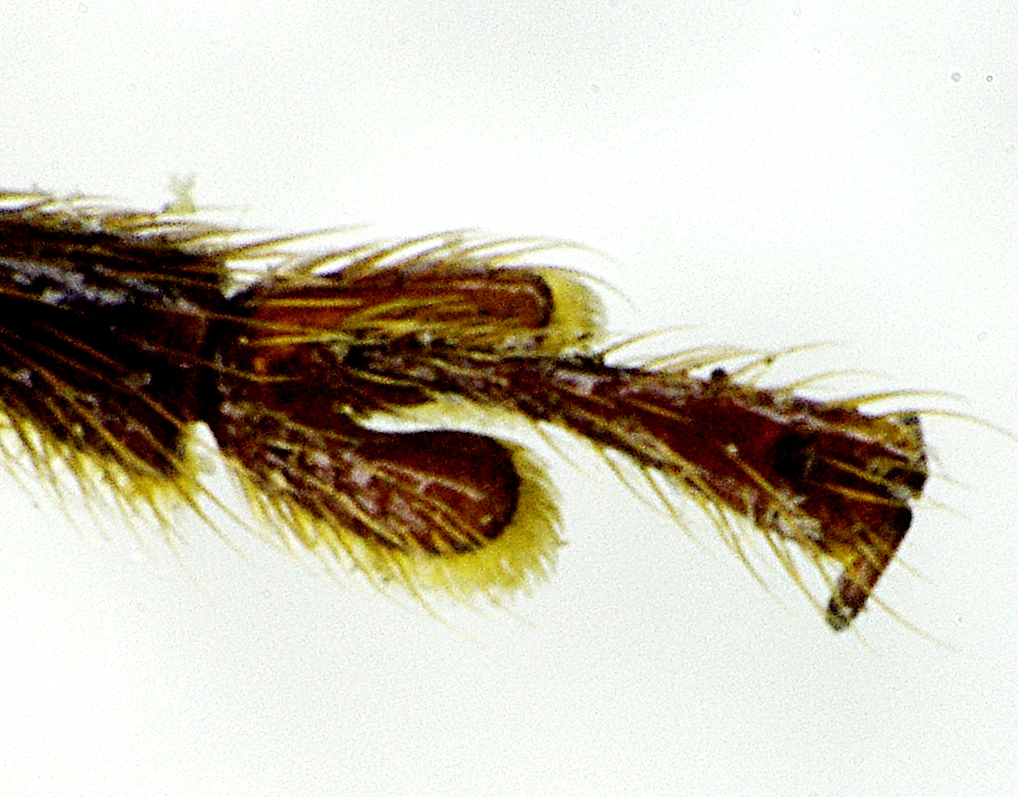

Magyarországon nem védett.